# Clara Immerwahr (Fernsehfilm)
Der Fernsehfilm Clara Immerwahr aus dem Jahr 2014 ist eine Produktion der MR Film im Auftrag von SWR, ARD Degeto, ORF und MDR für Das Erste. Regisseur des Films ist Harald Sicheritz. Der Film erzählt die Lebensgeschichte der ersten promovierten deutschen Chemikerin Clara Immerwahr (1870–1915) und thematisiert dabei die Frage nach Moral in der Wissenschaft und der Rolle einer Frau als Wissenschaftlerin zu Beginn des 20. Jahrhunderts.
Die Fernseh-Erstausstrahlung erfolgte am 28. Mai 2014 zeitgleich im FilmMittwoch im Ersten und auf ORF 2.

## Inhalt
Angeregt von ihrem Vater Philipp, zeigt Clara Immerwahr (gespielt von Katharina Schüttler) großes Interesse an chemischen Forschungen. Sie will das Abitur machen, was im Deutschen Reich für Mädchen nur auf mühseligen Umwegen möglich ist. Es gelingt ihr, nach dem externen Abitur an der Universität Breslau als Hörerin der physikalischen Chemie aufgenommen zu werden. 
Im Mittelpunkt des Films steht die Beziehung zwischen Clara und Fritz Haber. Kurz vor ihrem Studienbeginn lernt sie Fritz kennen. Er ist ebenfalls begeisterter Chemiker und entschlossen, Karriere im Universitätsbetrieb zu machen. Aus der gemeinsamen Leidenschaft für die Forschung wird schnell eine Romanze. Der verliebte Fritz bittet Clara, ihn zu heiraten. Doch die junge Frau kann sich nicht dafür entscheiden. Sie will keinesfalls das Studium aufgeben und weist deshalb den enttäuschten Fritz zurück. 
Zehn Jahre später taucht Fritz Haber wieder in Claras Leben auf. Sie hat es inzwischen zur Doktorin der Chemie gebracht und arbeitet als Professor Abeggs Assistentin. Fritz Haber will das Nährstoffproblem der Landwirtschaft lösen, indem er Ammoniak als Grundlage für künstlichen Dünger synthetisiert. Für dieses Forschungsprojekt begeistert sich auch Clara Immerwahr. Die beiden heiraten und ziehen nach Karlsruhe.
Dort erfüllt Fritz Haber den Wunsch seiner Frau, sie an der Arbeit im Labor zu beteiligen. Das ist in dieser Zeit mehr als außergewöhnlich, und Rektor Engler, Leiter des Instituts, verhält sich entsprechend ablehnend Clara gegenüber. Die Zeit im Labor wird zum Wendepunkt des Films. Clara leidet zunehmend unter den Angriffen. Spätestens als sie schwanger wird und nach einer schweren Geburt den Sohn Hermann zur Welt bringt, lässt auch Fritz’ Enthusiasmus nach, seine Frau als Forscherin zu beteiligen. Jetzt will er, dass Clara weniger auffällt und seinem mühsam erkämpften Aufstieg nicht im Wege steht. Die Situation spitzt sich zu, als der Rektor, während Fritz verreist ist, Clara sogar Hausverbot am Institut erteilt. Weil sie lautstark protestiert, wird sie vorübergehend in die Psychiatrie eingewiesen. Fritz hofft, dass die Kluft zwischen ihm und seiner Frau überwunden werden kann, als er endlich den Durchbruch erreicht. Die Synthese von Wasserstoff und Stickstoff zu Ammoniak gelingt (Haber-Bosch-Verfahren). Die beiden streiten oft oder gehen einander aus dem Weg – auch in Berlin, wo Fritz seinen Aufstieg fortsetzt. 
Während in Europa die Zeichen auf Krieg stehen, werden zwischen Clara und Fritz Haber die weltanschaulichen Unterschiede gravierender. Fritz arbeitet intensiv mit dem Militär zusammen, was die Pazifistin Clara ablehnt. Als sie zufällig mitbekommt, dass er dabei ist, Giftgas zu entwickeln, ist sie entsetzt und versucht, ihn mit allen Mitteln davon abzubringen. Sie bleibt erfolglos. Fritz genießt die Anerkennung durch die Offiziere, außerdem glaubt er, für den Sieg und damit für den baldigen Frieden zu arbeiten. Er macht weiter und ist stolz, als der Giftgasangriff in der Schlacht bei Ypern im April 1915 Erfolg hat. An der Siegesfeier, die Fritz ausrichtet, nimmt seine Frau demonstrativ nicht teil. In der Nacht danach greift Dr. Clara Haber zur Dienstwaffe ihres Mannes und erschießt sich.

## Hintergrund
Der Film thematisiert das besondere Schicksal der Ehefrau eines weltberühmten Mannes, das bis in die Gegenwart relativ unbekannt geblieben ist. Der Film zeigt die damalige Benachteiligung der Frauen in der Wissenschaft sowie den Druck der Wirtschaft und des Militärs auf die Wissenschaft auf.

## Rezeption
Oliver Armknecht vergab auf film-rezensionen.de fünf von zehn Sternen. Die Protagonistin werde als Chemikerin kaum beleuchtet und sei auch als Figur uninteressant. Definiert werde sie eigentlich nur durch die Umstände.